# Katrina Powell
Katrina Powell, född den 8 april 1972 i Canberra, Australien, är en australisk landhockeyspelare.
Hon tog OS-guld i damernas landhockeyturnering i samband med de olympiska landhockeytävlingarna 1996 i Atlanta.
Hon tog OS-guld igen i damernas landhockeyturnering i samband med de olympiska landhockeytävlingarna 2000 i Sydney.